# 川口将武
川口 将武（かわぐち まさたけ）は、日本の造園・環境デザイン研究者。大阪府出身。大阪産業大学デザイン工学部建築・環境デザイン学科専任講師。

## 経歴

### 学歴
- 1995年3月、大阪産業大学工学部環境デザイン学科卒業。
- 1997年3月、大阪府立大学大学院農学研究科博士前期課程修了。
- 2018年4月 - 2021年3月 大阪府立大学, 生命環境科学研究科, 緑地環境科学専攻

### 職歴
- 1997年4月 - 2012年3月 大阪産業大学工学部環境デザイン学科助手
- 2001年10月 - 2009年3月 和歌山工業高等専門学校環境都市工学科非常勤講師
- 2004年5月 - 現在 NPO法人環境デザイン・エキスパーツ・ネットワーク（E.D.E.N）副理事長兼事務局長
- 2006年 - 2014年 大東の杜ネットワーク　メンバー
- 2008年 - だいとうシニア環境大学講師
- 2008年 - 日本都市計画学会関西支部研究発表委員会委員
- 2010年 - だいとう名物実行委員会委員
- 2010年7月 - 2011年10月 日本都市計画学会関西支部設立20周年記念事業10年のあゆみWG
- 2012年4月 - 大阪産業大学デザイン工学部建築・環境デザイン学科専任講師
- 2013年4月 - 大東市社会福祉協議会ボランティア運営振興委員会委員、枚岡公園地域連携協議会委員
- 2014年 - 東大阪市景観審議会委員
- 2014年9月 - 2015年３月 東大阪市（仮称）緑化センター整備検討会議委員
- 2015年 - 第1回・第2回東大阪市グリーンフェスタ実行委員会委員
- 2016年 - 日本造園学会関西支部運営委員会委員および日本建築学会近畿支部都市計画部会主査、枚岡梅林魅力向上分科会委員、（仮称）吹田市樹木適正管理指針策定検討会議委員
- 2017年 - 大阪府　都市整備部　都市計画室　公園課  大阪府都市公園施設設置者選定委員会委員
- 2017年4月 - 2019年3月 大東市社会福祉協議会 ボランティアセンター運営復興委員会委員

## 賞歴
- 2009年 - 全国団地景観サミット2009「団地景観フォトコンテスト」「団地×建物」部門 銅賞受賞
- 2010年 - 日本建築協会主催　続大阪「かくれたええとこ」再発見コンクール 入選
- 2011年 - 「ひがしんビジネス大賞2011」特別賞　学術奨励部門（大阪東信用金庫主催）
- 2012年 - 社会人基礎力育成グランプリ2013　近畿地区大会　優秀指導賞（主催：日本経済新聞社　共催：経済産業省）
- 2013年 - 平成25年度日本造園学会関西支部賞（ポスター発表の部）
- 2015年 - 平成27年度日本造園学会関西支部賞（ポスター発表の部）
- 2016年 - 公園・夢プラン大賞2015実現した夢部門入賞
- 2018年 - 平成30年度人生100年時代の社会人基礎力グランプリ 近畿地区予選大会 審査員特別賞

## 所属学会・団体
- 日本造園学会
- 日本都市計画学会
- 日本建築学会
- 土木学会
- 環境情報科学センター
- 日本環境共生学会
- 竹林景観ネットワーク
- 都市環境デザイン会議
- 地域デザイン学会
- 日本緑化工学会

## 著書
共著
- 都市計画部会　アーバン・デザイン甲子園－「アーバン・デザインとは何か」を問い続ける－日本建築学会近畿支部設立70年記念誌19   2017年
- GATEWAY to Urban Design　日本建築学会近畿支部主催事業　第5回ＵＤ（アーバン･デザイン）甲子園記録集   57   2015年3月
- 北河内地域における生活環境と環境デザイン原理に関する研究  大阪産業大学 産業研究所 2002
- 北河内地域の生活環境再構成に関する環境デザイン的研究-北河内研究第II期(2002~2006)報告書-  大阪産業大学 産業研究所 2008